# Rayo Verde
Rayo Verde  (ucraniano: Зелена Балка) es una localidad del Raión de Bolhrad en el Óblast de Odesa de Ucrania. Según el censo del 2001, tiene una población de 105 habitantes.